# Miroslav Wiecek
Miroslav Wiecek (4. listopadu 1931 – 12. červenec 1997), v dobovém tisku uváděný také jako Věncek (fonetický přepis polského příjmení Więcek), byl český fotbalista, československý reprezentant.
Za československou reprezentaci odehrál 1 zápas (přátelské utkání s Maďarskem v roce 1953). I přes skromnou reprezentační bilanci patřil k nejlepším střelcům v československé lize, čtyřikrát se stal králem ligových střelců (1952, 1956, 1958, 1959), drží v tom rekord spolu s Jozefem Adamcem. V lize nastřílel celkem 174 branek, všechny za Baník Ostrava, a je tak členem Klubu ligových kanonýrů. V Baníku hrál v letech 1942–1964. Odehrál za něj 325 ligových utkání a patří tak k největším legendám klubu. Kariéru končil v TJ VŽKG Ostrava (1964–1966) a Tatře Kopřivnice (1966–1967).